# Greg Newton
Gregory Michael Newton (* 7. September 1974 in Niagara Falls (Ontario)) ist ein ehemaliger kanadischer Basketballspieler.

## Werdegang
Newtons Vater war Baseballspieler bei den Milwaukee Braves. Als Jugendlicher erhielt Greg Newton, der die A. N. Myer High School in seiner Geburtsstadt Niagara Falls besuchte und der dortigen Basketballmannschaft angehörte, Angebote von Hochschulen aus dem Nachbarland, den Vereinigten Staaten. Er wechselte 1993 an die Duke University und spielte dort unter Trainer Mike Krzyzewski. Ab Anfang März 1995 wurde Newton vorübergehend vom Hochschulstudium ausgeschlossen, weil er in einem Kurs geschummelt haben soll, was Newton bestritt. Er durfte bis zum Ende der Saison 1994/95 auch nicht mehr am Basketballwettkampfbetrieb teilnehmen. Bis 1997 kam Newton in 107 Spielen für Duke zum Einsatz und brachte es auf Mittelwerte von 7,6 Punkten sowie 5,1 Rebounds je Begegnung.
Newton begann seine Laufbahn als Berufsbasketballspieler bei den Raleigh Cougars in der US-Liga USBL, in der Saison 1997/98 spielte er bei Siemens Gent in Belgien. In der Saison 1998/99 kam er für Hapoel Eilat in der israelischen Liga auf Mittelwerte von 13,2 Punkten sowie 8,3 Rebounds je Begegnung. Hernach stand er bei Flamengo Rio de Janeiro in Brasilien, bei Estudiantes Bahía Blanca in Argentinien, bei Savinjski Hopsi Polzela in Slowenien und ab Januar 2001 beim italienischen Zweitligisten Longobardi Scafati unter Vertrag. Newton wechselte häufig den Verein, kam über Bulgarien und Serbien im Januar 2004 zu MBK Dynamo Moskau. Der Kanadier ging zu HKK Široki nach Bosnien und Herzegowina, zum Abschluss seiner Spielerlaufbahn stand er kurzzeitig in Diensten des italienischen Zweitligisten Pallacanestro Trapani sowie von Club Melilla Baloncesto (Spanien).
Im Sommer 2011 wurde Newton in seiner Heimat Kanada Mitglied des Trainerstabes der Brock University und war dort bis 2013 als Assistenztrainer tätig.

### Nationalmannschaft
Newton nahm mit der kanadischen Nationalmannschaft an der Weltmeisterschaft 1998 teil, war im Turnierverlauf mit 11,5 Punkten sowie 10,1 Rebounds je Begegnung in beiden Wertungen bester Kanadier. 2000 gehörte er Kanadas Olympiamannschaft an und erzielte bei den Spielen in Sydney im Mittel 4,7 Punkte je Begegnung.